# سينسهايم
سينسهايم هي مدينة تقع في جنوب غرب ألمانيا في مقاطعة بادن فورتمبيرغ وتبعد 22 كيلومتر عن هايدلبرغ و28 كيلومتر عن هايلبرون. تتكون المدينة من مركزها و11 حي حيث يبلغ عدد السكان 35,605 (حسب ديسمبر 2006).

## أعلام
- سيباستيان هوفمان
- فرانز سيجل
- جوي فلمنج